# Saint-Julien (Ródano)
Saint-Julien es una comuna francesa situada en el departamento de Ródano, de la región de Auvernia-Ródano-Alpes. Pertenece a la comunidad de aglomeración Villefranche-Beaujolais-Saône.

## Demografía
| 546 | 574 | 536 | 580 | 641 | 768 | 812 | 823 |
| Para los censos de 1962 a 1999 la población legal corresponde a la población sin duplicidades (Fuente: INSEE [Consultar]) |     |     |     |     |     |     |     |

## Personas vinculadas
- Claude Bernard, médico y biólogo.